# بوبي سيمونز
بوبي سيمونز (بالإنجليزية: Bobby Simmons)‏ مواليد 2 يونيو 1980 في شيكاغو، هو لاعب كرة سلة أمريكي معتزل بدأ مسيرته الاحترافية في سنة 2001. تم اختياره من قبل فريق سياتل سوبرسونيكس خلال الدرافت. يبلغ طوله 6 قدم 8 بوصة (2.0 م). اعتزل اللعب في 2012.

## المسيرة الاحترافية
لعب مع واشنطن ويزاردز من سنة 2001 إلى 2003، ثم لعب مع لوس أنجلوس كليبرز من سنة 2003 إلى 2005، ثم لعب مع ميلووكي باكز من سنة 2005 إلى 2008، ثم لعب مع بروكلين نتس من سنة 2008 إلى 2010، ثم لعب مع سان أنطونيو سبرز في سنة 2010، ثم لعب مع لوس أنجلوس كليبرز في سنة 2012.

## إحصائيات المسيرة

### الموسم الاعتيادي
| السنة   | الفريق            | لعب | بدأ  | دقيقة | ميداني% | ثلاثية | حرة  | ارتداد | صنع | استلاب | تصدي | نقطة |
| ------- | ----------------- | --- | ---- | ----- | ------- | ------ | ---- | ------ | --- | ------ | ---- | ---- |
| 2001–02 | واشنطن ويزاردز    | 30  | 3    | 11.4  | .453    | .286   | .733 | 1.7    | .6  | .4     | .2   | 3.7  |
| 2002–03 | واشنطن ويزاردز    | 36  | 2    | 10.5  | .393    | .000   | .914 | 2.1    | .6  | .3     | .1   | 3.3  |
| 2003–04 | لوس أنجلوس كليبرز | 56  | 8    | 24.6  | .394    | .167   | .834 | 4.7    | 1.7 | .9     | .3   | 7.8  |
| 2004–05 | لوس أنجلوس كليبرز | 75  | 74   | 37.3  | .466    | .435   | .846 | 5.9    | 2.7 | 1.4    | .2   | 16.4 |
| 2005–06 | ميلووكي باكز      | 75  | 74   | 33.8  | .453    | .420   | .825 | 4.4    | 2.3 | 1.1    | .3   | 13.4 |
| 2007–08 | ميلووكي باكز      | 70  | 21   | 21.7  | .421    | .351   | .757 | 3.2    | 1.1 | .7     | .1   | 7.6  |
| 2008–09 | بروكلين نتس       | 71  | 44   | 24.4  | .449    | .447   | .741 | 3.9    | 1.3 | .7     | .1   | 7.8  |
| 2009–10 | بروكلين نتس       | 23  | 2    | 17.2  | .359    | .317   | .900 | 2.7    | .7  | .7     | .1   | 5.3  |
| 2010–11 | سان أنطونيو سبرز  | 2   | 0    | 8.0   | .000    | .000   | .000 | .0     | 1.0 | .0     | .0   | .0   |
| 2011–12 | لوس أنجلوس كليبرز | 28  | 0    | 14.9  | .311    | .333   | .571 | 2.0    | .4  | .5     | .1   | 2.9  |
| المسيرة |                   | 228 | 24.7 | .437  | .396    | .823   | 3.8  | 1.5    | .8  | .2     | 9.0  |      |

### الأدوار الإقصائية
| السنة   | الفريق            | لعب | بدأ | دقيقة | ميداني% | ثلاثية | حرة  | ارتداد | صنع | استلاب | تصدي | نقطة |
| ------- | ----------------- | --- | --- | ----- | ------- | ------ | ---- | ------ | --- | ------ | ---- | ---- |
| 2006    | ميلووكي باكز      | 5   | 5   | 31.8  | .333    | .417   | .000 | 3.6    | 2.0 | 1.8    | .2   | 6.6  |
| 2012    | لوس أنجلوس كليبرز | 4   | 1   | 8.0   | .556    | .250   | .000 | .3     | .0  | .0     | .0   | 2.8  |
| المسيرة |                   | 9   | 6   | 21.1  | .373    | .375   | .000 | 2.1    | 1.1 | 1.0    | .1   | 4.9  |

## روابط خارجية
- بوبي سيمونز على موقع IMDb (الإنجليزية)
- بوبي سيمونز على موقع كينوبويسك (الروسية)
- بوبي سيمونز على موقع الاتحاد الدولي لكرة السلة (الإنجليزية)
- بوبي سيمونز على موقع إن بي أي (الإنجليزية)
- بوبي سيمونز على موقع سبورتس رفرنس (الإنجليزية)
- بوبي سيمونز على موقع كرة السلة الأوروبية.كوم (الإنجليزية)
- بوبي سيمونز على موقع كلية كرة السلة في سبورتس رفرنس.كوم (الإنجليزية)
- بوبي سيمونز على موقع ريلجم (الإنجليزية)
- بوبي سيمونز على موقع بروبوليرز (الإنجليزية)
- بوبي سيمونز على موقع سبورتس رفرنس (الإنجليزية)